# Diego de Haedo
Diego de Haedo fue un monje benedictino y abad de Frómista en el siglo XVI que aparece como autor en la portada de la Topografía e historia general de Argel, publicada en Valladolid en 1612. Se disputa la autoría de la obra que para la mayoría de los estudiosos fue escrita por el clérigo y teólogo Antonio de Sosa.

## LaTopografía e historia general de Argel
Es una extensa obra que ocupa tres tomos en su segunda y única edición moderna completa, la de la Sociedad de Bibliófilos Españoles (Madrid, 1927-29). Consta de cinco partes. La primera es la “Topografía o descripción de Argel y sus habitadores y costumbres,” que describe la geografía y defensas de la ciudad. Con rasgos pintorescos pinta la vida de sus habitantes, y estas páginas para su traductor francés se parecen a las de Rabelais. Siguen un "Epítome de los reyes de Argel" y tres diálogos: el "Diálogo de la captividad" y el "Diálogo de los mártires", que tienen la forma de diálogos entre unos cautivos, y el "Diálogo de los morabutos" o cofradías religiosas, en el cual un cautivo dialoga con un musulmán sobre cuestiones religiosas.
La Topografía e historia general de Argel es la única fuente contemporánea en cualquier lengua para conocer la Argel y la Argelia de la segunda mitad del siglo XVI. Era la obra por la cual los biógrafos conocieron el heroísmo de Cervantes en África del Norte y su liderazgo entre los cautivos. En el siglo XVIII, cuando el lugar de nacimiento de Cervantes era objeto de disputa, fue en esta obra donde el ilustre padre Martín Sarmiento encontró que fue "hidalgo principal de Alcalá de Henares". Valiéndose de tal pista, otro erudito encontró su partida bautismal.
Escrito unos veinte años antes de publicarse, la obra es, sobre todo, literatura de testimonio, un intento de documentar lo que el autor había visto durante sus años de cautiverio, y una llamada desesperada a la acción militar. Según la portada, en la obra "se verán casos estraños, muertes espantosas, y tormentos exquisitos, que conviene se entiendan en la Christiandad". Le ha conmovido profundamente el sufrimiento de los cautivos españoles, separados a la fuerza de sus familias y patria, llevados (en las palabras de Don Quijote), mal de su grado, a donde no querían ir. Le han conmovido más las violaciones, torturas, martirios, inmoralidades y faltas de cumplimiento incluso de las leyes musulmanas. Hay martirios en su opinión iguales a los de los primeros cristianos. El autor toma la pluma preocupado de que ello no se conozca en Europa, de que la mayoría de los miserables cautivos no se rescaten, por indiferencia de los grandes y ricos de la Europa cristiana, y sobre todo de que no se monte una campaña militar para librar a los cautivos y abolir la piratería de una vez. Tiene mucho de protesta contra la política de Felipe II, quien, en opinión del autor, desperdiciaba recursos luchando contra Protestantes en el norte de Europa y no eliminaba, como sobradamente podía en su opinión, estos cautiverios y martirios in partibus infidelium.
Los posteriores historiadores de Argel la califican de "la más exacta, precisa y completa de todas las historias, tanto europeas como islámicas", y hablan de su "escrupulosa exactitud" y de su "minuciosidad". Nadie ha puesto en tela de juicio los acontecimientos horribles que describe. Cuando no narra lo que ha visto personalmente, "se basa en los relatos fidedignos de personas viejas que presenciaron los hechos y no en relaciones de segunda mano recogidas por otros historiadores". "Es también el más complejo [sophisticated] de los historiadores cristianos", según un norteamericano. Los errores han sido calificados de "raros". Según Emilio Sola, el autor estaba obsesionado "por la precisión y la exactitud", y una investigación arqueológica del siglo diecinueve ha apoyado un relato suyo.
El autor es también, según Sola, "un notable prosista, muy buen narrador y uno de nuestros clásicos del Siglo de Oro más singulares y, sin duda, más valiosos.... Es una obra apasionante que, a medida que te adentras en su estudio, más sugestiva y coherente se muestra, más inquietante y emotiva." En opinión de José María Parreño, coeditor con Emilio Sola del Diálogo de los mártires de Argel, "la prosa de [la obra] es el castellano limpio y entero del Siglo de Oro".

## La autoría de la obra
Todos los que se han ocupado de la obra están conformes en que el abad Diego de Haedo no fue su autor. Éste describe tan detalladamente la ciudad de Argel que tiene que haber sido un testigo de vista, y Haedo no estuvo allí nunca. Aquí comienzan los misterios y contradicciones de esta obra contradictoria y misteriosísima. Abreviando una situación complicada, cuyos detalles el interesado puede repasar en Eisenberg, la conclusión en parte derivada de las palabras de Haedo, es que la obra sólo recibió su última forma de parte de Haedo, pero se basa en testimonios "de Christianos Cautivos, especialmente de los que se contienen en los Diálogos, que estuvieron muchos años en Argel".
Es decir, esta obra se basa en información facilitada —forzosamente se trata de información escrita— por los cristianos cautivos en Argel, especialmente de los que se hallan en la obra. Se hallan dos: el benedictino Antonio de Sosa y el militar Miguel de Cervantes.
Aunque el libro evidentemente fue escrito o al menos acabado en España y con una biblioteca delante (la fecha de 1596 se cita como la última mencionada en la obra), el autor ha tomado extensos apuntes durante su cautiverio, a los cuales se refiere.

### Antonio de Sosa
Luis Astrana Marín, George Camamis, Emilio Sola y Mohammed Mounir Salah atribuyen la obra al doctor Antonio de Sosa, sacerdote benedictino cautivo con Cervantes, y amigo suyo. Sosa es el único que participa en cada uno de los tres diálogos de la obra. Natural de Córdoba, ciudad con la cual Cervantes tenía muchos vínculos familiares, nos es desconocido a no ser por lo que dice la obra misma, por su testimonio en la “Información de Argel,” un conjunto documental que Cervantes reunió, y por un Memorial en latín que los cautivos enviaron al Papa, a Felipe II y a otros príncipes cristianos.

### Miguel de Cervantes
En 1996, Daniel Eisenberg propuso que el autor de la obra no fue Sosa, de cuya carrera de autor no hay ningún otro indicio, sino Cervantes. Sus argumentos son los siguientes: 1) Cervantes, no Sosa, fue el autor español encarcelado en Argel, 2) la obra está llena de información de importancia militar, dirigida al rey para que conquistase Argel y acabase con la piratería de una vez, y es más lógico que la reuniera y escribiera un militar (Cervantes) y no un benedictino (Sosa) y 3) que los paralelos entre el pensamiento de "Haedo" y los de Cervantes son tan cercanos que dejaron a Parreño "sumido en la perplejidad".
Helena Percas de Ponseti caracterizó el trabajo de Eisenberg como "con precisa y convincente documentación y cronología". En 2019 Fernando Bravo López opinó que hay problemas en la supuesta colaboración de Sosa, y que el tema de la autoría está “lejos de estar cerrado”.